# Heliophanus alienus
Heliophanus alienus là một loài nhện trong họ Salticidae.
Loài này thuộc chi Heliophanus. Heliophanus alienus được Wanda Wesołowska miêu tả năm 1986.